# Еме Леборн
Еме Амбруаз Сімон Леборн (фр. Aime Ambroise Simon Leborne; 29 грудня 1797, Брюссель — 1 квітня 1866, Париж) — французький композитор і музичний педагог. Предок Фернана Ле Борна.

## Біографія
Навчався в Паризькій консерваторії у Луїджі Керубіні та Віктора Дурлена. У 1820 році був удостоєний Римської премії за кантату «Софонісба». Надалі викладав в ній сам, вів заняття з контрапункту, а з 1836 року і клас композиції, що перейшов до Леборна після смерті Антоніна Рейхи; серед його учнів були, зокрема, Сезар Франк, Віктор де Жонс'єр, Марі Габріель Огюстен Савар, Жюль Лоран Дюпрато та ін. Крім того, Леборн завідував бібліотекою Паризької опери і виготовленням копій прийнятих до постановки творів. 

## Творча діяльність
Підготував перевидання «Курсу гармонії» Кателя (1848), внісши в нього ряд доповнень. Автор комічних опер «Два Фігаро» (фр. Les deux Figaros; 1827, у співавторстві з Мікеле Карафа), «Табір золотої парчі» (фр. Le camp du Drap d'or; 1828, лібрето Поля де Кока, у співавторстві з Дезіре Александром Баттоном і Віктором Ріфо), «П'ять років антракту» (фр. Cinq ans d'entr'acte; 1833), «Який?» (фр. Lequel?; 1838).
Кавалер Ордена Почесного Легіону (1853).